# Хассан, Бенджамин
Бенджамин Хассан (нем. Benjamin Hassan, араб. بنيامين حسن‎; род. 4 февраля 1995, Мерциг, Саар) — ливанский профессиональный теннисист, до 2018 года выступавший за Германию. Победитель двух турниров ATP Challenger в парном разряде и шести турниров ITF (2 — в одиночном разряде); участник Олимпийских игр 2024 года.
Хассан с 2018 года представляет Ливан на Кубке Дэвиса, где его рекорд W/L составляет 17–13.

## Общая информация
Родился 4 февраля 1995 года в Мерциге, в земле Саар, в Германии.
Хассан имеет двойное гражданство Германии и Ливана и играет за Ливан. Несмотря на это, на сайте ATP он указан как играющий за Германию.

## Спортивная карьера
В 2018—2022 годах стал победителем двух турниров ITF в одиночном разряде.
И в 2018—2022 годах стал победителем ещё четырёх турниров ITF в парном разряде.

### 2023—2024
В октябре 2023 года он стал финалистом в одиночном разряде на турнире Challenger Lisboa Belém Open в Лиссабоне (Португалия), где он в финале проиграл итальянцу Флавио Коболли со счётом 5-7, 5-7.
В начале января 2024 года участвовал в квалификации к турниру Большого шлема Australian Open, но в полуфинале квалификации проиграл итальянцу Флавио Коболли со счётом 4-6, 3-6.
В конце мая 2024 года участвовал в квалификации к турниру Большого шлема Открытый чемпионат Франции, но в полуфинале квалификации опять проиграл итальянцу Андреа Вавассори со счётом 7-6, 6-7, 0-6.
В июне 2024 года он получил Универсальное место и квалифицировался на Олимпийские игры в Париже, как первый теннисист представляющий Ливан.
И в конце июля 2024 года он в первом круге одиночного разряда Олимпийского турнира победил американца Кристофера Юбэнкса со счётом 6-4, 6-2, но во втором круге проиграл аргентинцу Себастьяну Баэсу со счётом 2-6, 6-3, 6-7. На этом же Олимпийском турнире в парном разряде он вместе с Хади Хабибом в первом круге проиграл австралийцам Мэттью Эбдену и Джону Пирсу со счётом 6-7, 2-6, а в итоге Эбден и Пирс стали Олимпийскими чемпионами в парном разряде.

## Рейтинг на конец года
| Год  | Одиночный рейтинг | Парный рейтинг |
| 2024 | 218               | 196            |
| 2023 | 151               | 1 144          |
| 2022 | 308               | 407            |
| 2021 | 384               | 539            |
| 2020 | 367               | 1 357          |
| 2019 | 319               | 1 035          |
| 2018 | 407               | 1 034          |
| 2017 | 627               | —              |
| 2016 | 1 309             | —              |
| 2015 | 1 449             | 1 455          |
| 2014 | 1 581             | —              |